# Кресино (Тренто)
Кресино је насеље у Италији у округу Тренто, региону Трентино-Јужни Тирол.
Према процени из 2011. у насељу је живело 40 становника. Насеље се налази на надморској висини од 263 м.